# Епархия Грин-Бея
Епархия Грин-Бея (лат. Dioecesis Sinus Viridis) — епархия Римско-Католической церкви с центром в городе Грин-Бей, штат Висконсин, США. Епархия Грин-Бея входит в митрополию Милуоки. Кафедральным собором епархии Грин-Бея является Собор святого Франциска Ксаверия.

## История
3 марта 1868 года Святой Престол учредил епархию Грин-Бея, выделив её из епархии Милуоки.
3 мая 1905 года и 22 декабря 1945 года епархия Грин-Бея передала часть своей территории новым епархии Сьюпириора и епархии Мадисона.

## Ординарии епархии
- епископ Джозеф Мельчер[англ.] (03.03.1868 — 20.12.1873)
- епископ Франциск Ксавье Краутбауэр[англ.] (12.02.1875 — 17.12.1885)
- епископ Фредерик Франциск Ксавье Катцер[англ.] (13.07.1886 — 30.01.1891) — назначен архиепископом Милуоки
- епископ Себастьян Гебхард Мессмер[англ.] (14.12.1891 — 28.11.1903) — назначен архиепископом Милуоки
- епископ Джозеф Джон Фокс[англ.] (27.05.1904 — 07.11.1914)
- епископ Пол Питер Род[англ.] (15.07.1915 — 03.03.1945)
- епископ Станислав Винсент Бона[англ.] (03.03.1945 — 01.12.1967)
- епископ Алоизий Джон Вычисло[англ.] (08.03.1968 — 10.05.1983)
- епископ Адам Джозеф Мэйда (08.11.1983 — 28.04.1990) — назначен архиепископом Детройта, кардинал с 1994
- епископ Роберт Джозеф Бэнкс[англ.] (16.10.1990 — 10.10.2003)
- епископ Дэвид Аллен Зубик[англ.] (10.10.2003 — 18.07.2007) — назначен епископом Питтсбурга
- епископ Дэвид Лорин Риккен[англ.] (с 09.07.2008)

## Источник
- Annuario Pontificio, Libreria Editrice Vaticana, Città del Vaticano, 2003, ISBN 88-209-7422-3